# ريكس توماس
ريكس توماس (بالإنجليزية: Rex Thomas)‏ هو لاعب كرة قدم أمريكية أمريكي، (ولد في ويذرفورد في الولايات المتحدة 1901  م).